# Orcuttia pilosa
Orcuttia pilosa är en gräsart som beskrevs av Robert Francis Hoover. Orcuttia pilosa ingår i släktet Orcuttia och familjen gräs. Inga underarter finns listade i Catalogue of Life.